# Danielle Winits
Danielle Winits, de son vrai nom Danielle Winitskowski de Azevedo, née le 5 décembre 1973 à Rio de Janeiro, est une actrice de télévision et de cinéma brésilienne.

## Filmographie

### Télévision
- 1993 : Sex Appeal de Antônio Calmon : Eveline da Silva (Eva)
- 1993 : Olho no Olho de Antônio Calmon : Dominique

- 1995 : A Próxima Vítima de Silvio de Abreu : Ana (jeune)
- 2022 : Ta mère l'incruste de Rodrigo Sant'Anna : Vera Lino

### Cinéma
- 2022 : Esposa de Aluguel de Luanna Guimarães : Soraya